# Kach
Kach (en hebreu: כ"ך) va ser un partit polític israelià, sionista i nacionalista, que fou fundat pel rabí nord-americà Meir Kahane. El partit Kach formava part del moviment sionista religiós. El Kach va ser prohibit en l'any 1994 pel govern israelià emparant-se en les lleis antiterroristes de 1948, després que declaressin el seu suport a la matança comesa a la ciutat d'Hebron per l'assassí Baruch Goldstein, que fou membre d'aquest partit. El Kach figura en la llista d'organitzacions terroristes del govern dels Estats Units, la Unió Europea i el govern del Canadà.
Després de l'assassinat de Meir Kahane, el moviment es va escindir en dos grups; Kach i Kahane Chai. La facció anomenada Kach va estar dirigida al principi pel rabí Avraham Toledano, i després pel jueu i activista Baruch Marzel, de la colònia d'Hebron.
La facció anomenada Kahane Chai fou dirigida pel fill del rabí Meir Kahane, Binyamin Ze'ev Kahane, de la colònia de Kfar Tapuach, fins a l'any 2000, en aquesta data, Zeev Kahane; fill de Meir Kahane, i la seva dona van ser assassinats pels palestins, donant lloc a l'inici de la segona intifada.